# Call of Duty: Ghosts
Call of Duty: Ghosts és un videojoc d'acció en primera persona desenvolupat per Infinity Ward, amb l'ajuda de Raven Software, Neversoft i Certain Affinity. Publicat per Activision, és el desè videojoc principal de la franquícia de Call of Duty i el sisè desenvolupat per Infinity Ward. El videojoc es va llançar per Microsoft Windows, PlayStation 3, Xbox 360 i Wii U el 5 de novembre de 2013. La versió per a Wii U fou desenvolupada per Treyarch. El joc es va llançar amb la sortida de les consoles de següent generació PlayStation 4 i Xbox One.
Ghosts va rebre bones crítiques, elogiant la jugabilitat del mode multijugador i del nou mode de joc Extinction, però criticant-lo per la campanya en solitari, discutint conceptes familiars, la falta en general d'innovació i el final de la història.

## Argument

### Ambientació i personatges
Call of Duty: Ghosts està ambientat en una cronologia alternativa que segueix la destrucció nuclear de l'Orient Mitjà. Les nacions productores de petroli d'Amèrica del Sud formen "la Federació", com a resposta a la crisi econòmica global, i aviat esdevenen un superpoder global, ràpidament conquerint Amèrica Central, el Carib i Mèxic.
Els protagonistes principals del joc són els Ghosts, un grup de gent de la U.S. Special Operations entrenats per fer missions clandestines darrere les línies enemigues. La unitat està liderada pel retirat capità de la US Army Elias Walker (veu de Stephen Lang). També hi ha els seus fills Logan i David "Hesh" Walker (Brandon Routh), juntament amb un pastor alemany entrenat anomenat Riley, el Capità Thomas A. Merrick (Jeffrey Pierce) i el Sergent Keegan P. Russ (Brian Bloom).
L'antagonista principal és Gabriel Rorke (Kevin Gage), antic líder dels Ghosts que ara treballa per la Federació després de ser capturat i rentada de cervell per part de la Federació amb tortures i al·lucinògens.

### Història
El 2017, el capità de l'Exèrcit dels Estats Units Elias Walker explica als seus fills, Logan i David "Hesh" Walker, la llegenda de com apareixen els Ghosts, una coalició elit de totes les unitats de les Forces Especials dels Estats Units. Mentrestant, a l'espai, la "Federació de les Amèriques" segresta l'estació espacial Orbital Defense Initiative (ODIN), una arma orbital que fa servir el bombardeig cinètic, i l'utilitza per destruir diverses ciutats del sud-oest dels Estats Units. Els astronautes americans que sobreviuen, Baker i Mosley, se sacrifiquen per destruir l'estació espacial i aturar qualsevol altre bombardeig. Elias, Logan i David aconsegueixen escapar de la destrucció de San Diego, Califòrnia.
Deu anys més tard, la guerra entre els Estats Units i la Federació ha estat un ofegat sanguinari en un front que comprèn les ciutats destruïdes, conegudes com la "Terra de ningú", que ha esdevingut una guerra de desgast mentre les forces de la Federació intenten passar els fronts. Tanmateix, els americans no es fan enrere i segueixen lluitant a l'antiga frontera EUA-Mèxic. Logan i Hesh formen part d'una unitat especial dels Estats Units, comandada per Elias, acompanyats del seu pastor alemany Riley, entrenat militarment. Durant una patrulla, veuen un americà treballant amb la Federació, anomenat Gabriel Rorke, que interroga un membre dels Ghosts, Ajax. Quan els germans són emboscats per llops, són rescatats pels membres dels Ghosts Thomas Merrick i Keegan Russ, que intenten rescatar Ajax. Logan i Hesh s'afegeixen a la missió per rescatar-lo, però el maten.
Els germans retornen a Santa Monica, Califòrnia, on les forces americanes resisteixen contra un atac de les forces de la Federació, i es reuneixen amb el seu pare, que els revela que és el líder dels Ghosts. Elias els recluta a aquesta organització, i aprenen que Rorke havia estat el líder dels Ghosts i millor amic d'Elias. Tanmateix, durant una missió reeixida per assassinar el general Diego Almagro, llavors president de la Federació, Elias va haver d'abandonar Rorke, que va ser capturat i rentat de cervell per la Federació, i va començar a caçar els membres dels Ghosts.

## Desenvolupament
El 7 de febrer de 2013, Activision confirmà que s'estava desenvolupant un nou joc de Call of Duty i que es llançaria Q4, 2013. El publicador esperava vendre menys còpies que l'entrega anterior de la sèrie, Call of Duty: Black Ops II en consoles de setena generació (PlayStation 3 i Xbox 360) degut a la transició a les consoles d'última generació.
La sèrie inicia una subsèrie amb Ghosts per coincidir amb el llançament al mercat de les consoles de vuitena generació de Sony i Microsoft. El joc havia de debutar amb un motor creat pel desenvolupador, descrit orignialment com a nou, però més endavant es va revelar que era el mateix motor fet servir en videojocs anteriors però amb millores "considerables". El joc també va fer servir l'eina de renderitzat Umbra 3 per accelerar el procés de renderitzat de grans ambient, fent servir un mètode d'optimització anomenat occlusion culling, on es filtren els objectes amagats per tal que no siguin renderitzats.
La versió per a Wii U fou desenvolupada per Treyarch.

### Àudio
David Buckley va fer la banda sonora original del videojoc, i la cançó "Survival" d'Eminem va ser la cançó escollida pels crèdits.

#### Repartiment
- Brandon Routh va donar veu a David "Hesh" Walker[17]
- Brian Bloom va donar veu a Keegan P. Russ
- Jeffrey Pierce va donar veu a Thomas A. Merrick
- Kevin Gage va donar veu a Gabriel T. Rorke
- Stephen Lang va donar veu a Elias "Scarecrow" Walker[17]

## Contingut descarregable
Hi ha contingut descarregable (DLCs) per a Ghosts. Les versions de compra anticipada incloïen un mapa "dinàmic" anomenat Free Fall i també van desbloquejar Simon "Ghost" Riley de Modern Warfare 2 com a personatge jugable. Tanmateix, Free Fall es va excloure de les versions de compra anticipada per a Wii U, i es va llançar posteriorment en aquesta consola el 4 de març de 2014. Es van llançar també quatre paquets de mapes com a DLC el 2014.